# Robert Knuth

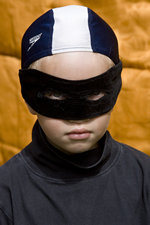
Robert Knuth, fotografia z cyklu Ion, 2007

Robert Knuth (ur. 9 lutego 1952) – polski artysta multimedialny. Założyciel i pierwszy dyrektor Galerii Scena w Koszalinie.

## Życiorys
Absolwent PLSP w Bydgoszczy i PWSSP (ASP) w Gdańsku, autor i inicjator wielu międzynarodowych projektów, wystaw i inicjatyw artystycznych.
Znany z muzycznych performance i happeningów („Gunter Grass Versoehnungs Gurken” 2006, „Stillleben” 2007), autor filmów (“Totrimejk” 2006), a od 2006 roku twórca fotograficznych obrazów. Współpracował m.in. z Jerzym Mazzollem, Olgą Szwajgier. Autor i inicjator wielu międzynarodowych projektów i wystaw. Założyciel grupy Paul Pozozza Museum (Düsseldorf 1983), Diffusion Ensamble (1995), szef galerii Delikatesy Avantgarde (Gdańsk 1995-1996), współautor REF (Radiowe Eksperymentalne Formy) m.in. dla Radiostacji i Radia Jazz (2000), Stream Gustloff Trio (2003). Autor projektu "Skann" – Bałtycki Teatr Dramatyczny (2003). W 2006 roku założył wraz z grupą studentów Instytutu Wzornictwa Politechniki Koszalińskiej miejsce dla eksperymentów, które działa do dziś pod nazwą Galeria Scena w Koszalinie. Jego prace znajdują się w zbiorach Muzeum Narodowego we Wrocławiu, Kościuszko Foundation i Museum of Modern Art, Muzeum w Koszalinie oraz Muzeum Warmii i Mazur w Olsztynie.
W 2007 roku Knuth założył kobiecą anarchistyczną i elektro anarchistyczną formację Mary Lolo